# Entedon glabrio
Entedon glabrio är en stekelart som beskrevs av Walker 1846. Entedon glabrio ingår i släktet Entedon och familjen finglanssteklar. Inga underarter finns listade i Catalogue of Life.